# Bellevalia warburgii
Bellevalia warburgii är en sparrisväxtart som beskrevs av Naomi Feinbrun. Bellevalia warburgii ingår i släktet Bellevalia och familjen sparrisväxter. Inga underarter finns listade i Catalogue of Life.